# Hinterer Meßhof
Hinterer Meßhof, auch Hinterer Messhof, ist ein Wohnplatz auf der Gemarkung des Külsheimer Stadtteils Steinbach im Main-Tauber-Kreis im fränkisch geprägten Nordosten Baden-Württembergs.

## Geographie

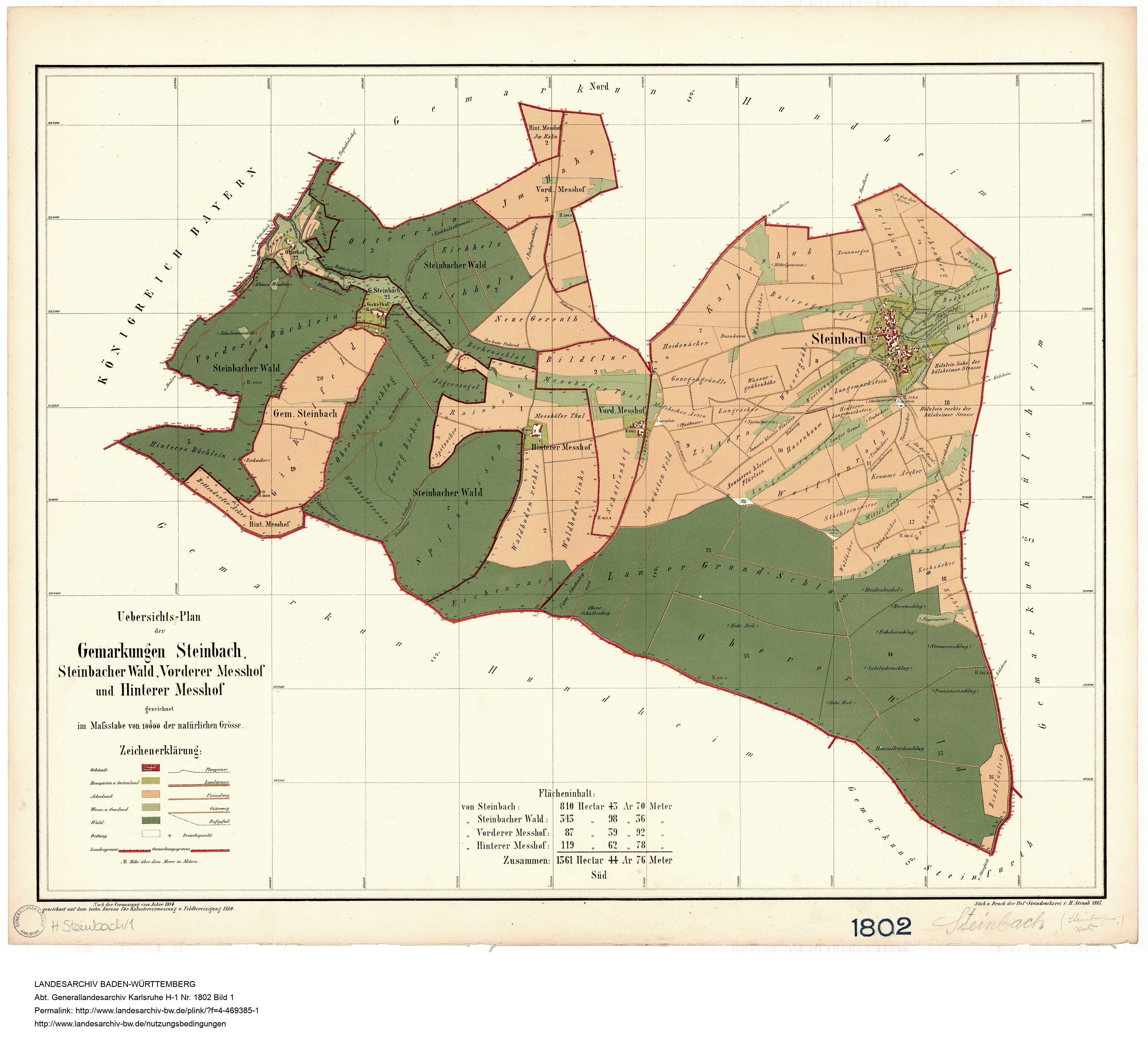
Der Hintere Meßhof auf einem Gemarkungsplan von Steinbach nach einer Vermessung aus dem Jahre 1884

Der Hintere Meßhof ist über die im Stadtteil Steinbach von der Zwerggasse abzweigende Hofstraße zu erreichen, die zuvor bereits zum unweit entfernten Wohnplatz Vorderer Meßhof führt.

## Geschichte
Der Ort wurde im Jahre 1278 erstmals urkundlich als Massinpach erwähnt. 1481 folgte eine Erwähnung als Hindern Messpach. Es handelt sich um eine Rodungssiedlung des Hochmittelalters. Im Jahre 1765 gelangte der Ort aus dem Besitz der Freiherren von Bettendorff an das Kloster Bronnbach, später an Fürst Karl von Löwenstein-Wertheim-Rosenberg.
Nach wechselvoller Geschichte gehören der Hintere und Vordere Meßhof zur Gemarkung von Steinbach. Steinbach wiederum wurde zum 1. Januar 1975 ein Stadtteil von Külsheim.

## Kleindenkmale
Unweit der Wohnplätze Hinterer und Vorderer Meßhof befinden sich mehrere Kleindenkmale:
- Kleindenkmale Nr. 6 bis 9 auf der Gemarkung des Stadtteils Steinbach
- Hofkapelle im Vorderen Meßhof

## Verkehr
Am Wohnplatz befindet sich die gleichnamige Straße Hinterer Meßhof.